# Menadon
Menadon es un género extinto de sinápsido cinodonte que vivió en la isla de Madagascar a mediados y finales del Triásico. La especie tipo es Menadon besairiei.
Investigaciones recientes han demostrado la existencia de Menadon besairiei en el geoparque de Paleorrota en la ciudad de Santa Cruz do Sul, estado de Rio Grande do Sul, Brasil. Menadon era único entre los sinápsidos no mamíferos por la presencia de dientes postcaninos hipsodontes (de corona alta). Los dientes hipsodontes crecen continuamente para contrarrestar el alto desgaste causado por una dieta de material vegetal abrasivo. Los dientes de Menadon evolucionaron convergentemente con los dientes de los xenartros hipsodontes como los perezosos y armadillos, debido a su forma parecida a una columna y con dentina la cual crece desde la corona hasta la raíz.